# Chakra project
Chakra, (oficialmente Chakra GNU/Linux fue una Distribución Linux enfocada al uso del entorno de escritorio KDE. Según DistroWatch en el 2010, "Chakra Project fue una de las 15 distribuciones más populares del mundo y es bien recibida por la crítica". Chakra project proviene del proyecto KDEmod (paquetes de software modulares de KDE para Arch Linux), el cual fue eliminado el 31 de diciembre de 2010.

## Historia
Chakra GNU/Linux fue iniciada por los desarrolladores de KDEmod, quienes decidieron crear un live CD basado en Arch Linux. El objetivo de Chakra Project era disponer de un sistema operativo de escritorio fácil de usar pero que mantuviera todas las características, claridad, potencia y responsabilidad de Arch Linux, basándose en el principio KISS.
El 30 de agosto de 2010 el equipo Chakra Project lanzó su primera versión independiente, llamada Chakra GNU/Linux 0.2. No era más que un Arch Linux live CD pre-configurado.
| Alpha1     | Geen          | 21-12-2008                      |                                 |                                 |
| Alpha2     | Geen          | 17-02-2009                      |                                 |                                 |
| Alpha3     | Test          | 30-09-2009                      |                                 |                                 |
| Alpha4     | NewAge        | 17-11-2009                      |                                 |                                 |
| Alpha5     | Panora        | 29-03-2010                      |                                 |                                 |
| 0.2        | Jaz           | 30-08-2010                      |                                 |                                 |
| 0.3        | Ashoc         | 2011                            |                                 |                                 |
| 0.4        | Cyrus         | 2011                            |                                 |                                 |
| 2011.04-r2 | Aida          | 17-07-2011                      |                                 |                                 |
| 2011.09    | Edn           | 29-08-2011                      |                                 |                                 |
| 2012.02    | Archimedes    | 12-02-2012                      |                                 |                                 |
| 2012.08    | Claire        | 24-08-2012                      |                                 |                                 |
| 2013.02    | Benz          | 10-02-2013                      |                                 |                                 |
| 2013.09    | Fritz Van Tom | 22-09-2013                      |                                 |                                 |
| 2014.02    | Curie         | 03-02-2014                      |                                 |                                 |
| 2014.05    | Descartes     | 21-05-2014                      |                                 |                                 |
| 2014.10    | Euler         | 24-10-2014                      |                                 |                                 |
| 2015.08    | Fermi         | 08-11-2015                      |                                 |                                 |
| 2016.02    | Ian †         | 2016-02-29                      |                                 |                                 |
| 2017.03    | Goedel        | 2017-03-14                      |                                 |                                 |
| 2017.10    | Goedel        | 2017-10-15                      |                                 |                                 |
| 2019.01    | Hawking       | 2019-01                         |                                 |                                 |
| Color      | Color         | Significado                     | Significado                     | Significado                     |
| Rojo       | Rojo          | Versión sin soporte             | Versión sin soporte             | Versión sin soporte             |
| Verde      | Verde         | Versión con soporte actualmente | Versión con soporte actualmente | Versión con soporte actualmente |
| Azul       | Azul          | Versión futura                  | Versión futura                  | Versión futura                  |

## Características
Chakra GNU/Linux incluyó tanto software libre como privativo en sus repositorios, y es capaz de instalar controladores privativos para las tarjetas de vídeo soportadas sin configuración adicional.
Esta distribución fue publicada bajo un modelo semi-continuo (half-rolling release), donde, sobre una base estable de paquetes que es probada y no actualizada frecuentemente, se envían al usuario actualizaciones constantes de los programas y juegos. Este sistema permite que Chakra Project sea a la vez estable, y tenga las últimas versiones de la mayoría de los programas, que generalmente están disponibles inmediatamente después de ser publicados, si es que no hay algún problema grave. Luego de Chakra Claire el equipo de desarrolladores optó por solo centrarse en la arquitectura x86_64, desechando los i686, primera distro en tomar esa decisión basado en el hecho que la gran mayoría de computadora actuales la soporta.

## Akabei
Los desarrolladores de Chakra GNU/Linux trabajaron en un gestor de paquetes que reemplazaba a Pacman, denominado "Akabei" (en honor a uno de los fantasmas que aparecen en el famoso videojuego, de origen japonés). Una vez que el gestor de paquetes Akabei esté bien implementado, será lanzada la interfaz gráfica "Shaman". Según los propios desarrolladores de Chakra Project, el gestor de paquetes de Arch, Pacman, no se desarrolló para poder soportar interfaces gráficas, de ahí que se encuentren en estos momentos desarrollando su sucesor, Akabei.

## Bundles
La característica fundamental de Chakra Project es su devoción absoluta al entorno de escritorio KDE. En un sistema por defecto, las librerías necesarias para ejecutar programas GNOME o GTK no son siquiera instaladas, y los programas que requieren dichas librerías deben ser instalados mediante el sistema de contenedores (bundles), que instala estas librerías separadas del resto del sistema. Estas librerías pueden, en todo caso, ser instaladas, pero la selección de programas GNOME es mínima.
El sistema de bundles fue remplazado por su complejo mantenimiento por el repositorio extra desde Chakra Benz.

## Oktopi
Es un fork de Octopi que es un frontend para Pacman de gran alcance usando librerías Qt y libs, Oktopi sustituye muchos elementos Qt por KDELibs y otras características que lo integran muy bien a Chakra Project vino por defecto en Chakra Benz.
Oktopi fue descontinuado y sus mejoras se adoptaron en octopi, en Chakra Descartes se optó por octopi por defecto y su notificador "octopi-notifier" que reemplazo a "spun" en Chakra Euler.

## Tribe
Una aplicación gráfica intuitiva y poderosa para instalar Chakra Project en su disco duro. Tribe le permite realizar fácilmente su configuración inicial e incluso decidir la mejor forma para dividir Chakra en varias particiones mejorando su desempeño general, está basado en Qt4 y originalmente escrito para instalar Arch Linux (con KDEmod). En Chakra Benz se introduce la característica "Netinstall" el cual no solo podemos hacer una instalación mínima, si también usando la red y seleccionando los componentes. Tribe en el futuro va a ser remplazada por "Calamares" basado en C, Python y Qt5 por algunos desarrolladores de KDE y en colaboración de distro como Manjaro Linux, KAOS, Netrunner, Kubuntu, Fedora, BBQLinux, Maui entre otras.

## Administración de software
Chakra Project tiene los siguientes depósitos de software.
- [core] - Contiene todos los paquetes necesarios para instalar un sistema básico.
- [platform] - Contiene las dependencias de la Compilación de Software KDE, así como de los programas.
- [desktop] - Contiene la Compilación de Software KDE y las herramientas de Chakra.
- [apps] - Contiene programas, siempre que no dependan de librerías GTK/GNOME.
- [games] - Contiene juegos.
- [lib32] - En un sistema x86_64, contiene las librerías de 32 bits para este tipo de programas.
- [extra] - Repositorio opcional, que instala las aplicaciones en una jerarquía de ficheros especial dejando intacto el sistema de ficheros estándar tradicional. Remplazando y solucionando la complejidad que acarrea el bundlesystem para que Chakra Project pueda seguir siendo una solución gtk-free.
- [testing] - Depósito de pruebas, son previamente testeados para luego ser movidos más adelante a los repositorios estables.
- [unstable] - Aplicaciones y otros software que aún se consideran inestables, también hay paquetes construidos desde el CVS, sin esperar a un lanzamiento oficial.

## Repositorio Comunitario de Chakra (CCR)
Repositorio comunitario dirigido por y para los usuarios de Chakra. Contiene paquetes de construcción, archivos que le permiten a los usuarios compilar un paquete desde su fuente con tan sólo un comando. El Repositorio Comunitario de Chakra fue creado para organizar y compartir paquetes de construcción desde la comunidad, para paquetes que no se encuentran en los repositorios oficiales y para ayudar a lanzar la inclusión de paquetes populares en los repositorios [platform] y [apps].
Hereda de Arch Linux su formato de paquetes, su orientación a la simplicidad y su asistente de compilación, este sistema es usado para instalar algunos programas de uso común en otras distribuciones, que usan librerías GNOME / GTK+. Además, contiene una selección de programas directamente transportados del Arch Users' Repository.